# Гретна (Флорида)
Гретна (англ. Gretna) — город в округе Гадсден (Флорида, США). Согласно переписи 2020 года, население составляет 1357 человек.

## География
Координаты города — 30°36′56″ с. ш. 84°39′45″ з. д. (30.615598, −84.662457). Границы города расширились на юг и запад на 8 км, охватив магистраль I-10. Теперь Гретна граничит на юге с Гринсборо. Через город также проходят дороги US 90, SR 12 и SR 65. По данным Бюро переписи населения США, Гретна имела общую площадь в 15,6 км2. Из них 0,02 км2 приходилось на воду.

## Население
| Год переписи                              | Нас. |  | %±     |
| ----------------------------------------- | ---- |  | ------ |
| 1950                                      | 385  |  | —      |
| 1960                                      | 647  |  | 68,1%  |
| 1970                                      | 883  |  | 36,5%  |
| 1980                                      | 1557 |  | 76,3%  |
| 1990                                      | 1981 |  | 27,2%  |
| 2000                                      | 1709 |  | −13,7% |
| 2010                                      | 1460 |  | −14,6% |
| 2020                                      | 1357 |  | −7,1%  |
| 1950–2020 — перепись населения. Источник: |      |  |        |

## Инфраструктура
Почтовая служба США имеет отделение в Гретне. В городе располагается одна пожарная часть. Местными государственными школами управляет GCPS. Начальная школа Гретны закрылась в 2017 году.